# Kentucky Derby 1923
Kentucky Derby 1923 var den fyrtionionde upplagan av Kentucky Derby. Löpet reds den 19 maj 1923 över 1 1⁄4 miles (2 012 m). Löpet vanns av Zev som reds av Earl Sande och tränades av David J. Leary.
Förstapriset i löpet var 53 600 dollar. 21 hästar deltog i löpet efter att hästarna Anna M. Humphrey, Chickvale och Everhart strukits innan löpet.

## Resultat
| P  | S  | Häst             | Jockey            | Tränare             | Ägare                | Tid     |
| -- | -- | ---------------- | ----------------- | ------------------- | -------------------- | ------- |
| 1  | 11 | Zev              | Earl Sande        | David J. Leary      | Rancocas Farm        | 2:05.40 |
| 2  | 22 | Martingale       | Clarence Kummer   | William M. Garth    | Joshua S. Cosden     |         |
| 3  | 5  | Vigil            | Benny Marinelli   | T. J. Healey        | Walter J. Salmon Sr. |         |
| 4  | 8  | Nassau           | Mack Garner       | Will Buford         | Fred Johnson         |         |
| 5  | 1  | Chittagong       | Jake Heupel       | G. Hamilton Keene   | Fannie Herz          |         |
| 6  | 12 | Enchantment      | Linus McAtee      | James G. Rowe Sr.   | Harry Payne Whitney  |         |
| 7  | 17 | Rialto           | Frank Coltiletti  | James G. Rowe Sr.   | Greentree Stable     |         |
| 8  | 10 | Aspiration       | Bert Kennedy      | Auval John Baker    | Benjamin Block       |         |
| 9  | 4  | Prince K.        | Willie Kelsay     | L. F. Marshall      | Marshall Bros.       |         |
| 10 | 7  | Bright Tomorrow  | Clyde Ponce       | Herbert J. Thompson | Edward R. Bradley    |         |
| 11 | 21 | In Memoriam      | J. D. Mooney      | George Land         | Carl Weidemann       |         |
| 12 | 20 | Bo McMillan      | Danny Connelly    | Louis Cahn          | T. J. Pendergast     |         |
| 13 | 6  | Better Luck      | Albert Johnson    | Fred Burlew         | Benjamin Block       |         |
| 14 | 13 | Wida             | August Yerrat     | James H. Moody      | T. E. Mueller        |         |
| 15 | 18 | Picketer         | John Corcoran     | James G. Rowe Sr.   | Harry Payne Whitney  |         |
| 16 | 14 | General Thatcher | Clifford Robinson | Preston M. Burch    | Nevada Stock Farm    |         |
| 17 | 16 | Calcutta         | Granville Yeargin | Granville R. Allen  | Granville R. Allen   |         |
| 18 | 2  | The Clown        | Harry Lunsford    | Kay Spence          | Audley Farm Stable   |         |
| 19 | 15 | Golden Rule      | Chick Lang        | William M. Garth    | Joshua S. Cosden     |         |
| 20 | 3  | Cherry Pie       | Lester Penman     | James G. Rowe Sr.   | Greentree Stable     |         |
| 21 | 14 | Pravus           | John Owens        | C. R. Richards      | F. Wieland           |         |

Segrande uppfödare: John E. Madden (KY)